# 李元
李 元（り げん、朝鮮語: 이원、生没年不詳）は、高麗王朝の人物。崔茂宣に火薬製造技術を教えた人物として知られる。中国江南出身の帰化人。

## 人物
崔茂宣は、高麗末期猛威を振るっていた倭寇の侵略を防ぐために火薬を製造することを決心した。火薬をつくる原料（硝石、硫黄、炭粉）のなかで、硫黄と炭粉はつくることができたが、硝石をつくることが難しいことを理解した。そこで火薬を製造している中国人から火薬の製造方法を学ぼうとした。中国人の往来が頻繁な国際貿易港碧瀾島に行き、中国人のなかで硝石の製造方法を知っている人を探した。そして、中国江南出身の李元に出会った。崔茂宣は李元を丁重にもてなし、ついに根負けした李元は、硝石の製造方法以外にも製造の核心部分である焔硝製造の秘訣を伝授した。その後、崔茂宣は、ついに火薬を製造することに成功した。
朴チョルヒ（朝鮮語: 박철희、京仁教育大学）は、韓国の歴史教科書が民族主義的に叙述されていると指摘しており、「高麗前期に異民族が帰化した数字は23万8000人余りに達する。帰化した漢人は国際情勢に明るく、文芸にたけていて官僚にたくさん進出した。帰化した渤海人は契丹との戦争に参加して大きい功績を立てた。崔茂宣に火薬製造技術を教えた李元も中国江南出身帰化人だが、これらの存在と文化的影響を歴史教科書は無視している」と批判している。